# Hyllus virgillus
Hyllus virgillus là một loài nhện trong họ Salticidae.
Loài này thuộc chi Hyllus. Hyllus virgillus được Embrik Strand miêu tả năm 1907.